# Luck Zogbé
Tolikpaley Luck Evrad Zogbé (* 24. März 2005 in Vieil Ousrou) ist ein ivorischer Fußballspieler, der bei Stade Brest in der Ligue 1 spielt.

## Karriere

### Verein
Zogbé verließ im Sommer 2023 seinen Jugendverein LYS Sassandra aus Sassandra im Süden der Elfenbeinküste. Nach monatelanger Vereinslosigkeit wurde er Ende Oktober 2023 vom französischen Erstligisten Stade Brest verpflichtet. Sein Profidebüt erfolgte Monate später, Mitte April 2024 (29. Spieltag), nach einer Einwechslung bei einer 3:4-Niederlage gegen Olympique Lyon.

### Nationalmannschaft
Zogbé spielt seit Juni 2023 für die ivorische U23-Nationalmannschaft und nahm mit dem Team am Turnier von Toulon teil.